# Jean-Pierre Toye
Pour les articles homonymes, voir Toye.
Jean-Pierre Joseph Toye est un magistrat et homme politique français né le 26 mai 1803 à Saint-Germain-de-Calberte (Lozère) et décédé le 22 février 1863 à Marvejols (Lozère).

## Biographie
Jean-Pierre Joseph Toye naît le 6 prairial an XII à Saint-Germain-de-Calberte. Il est le fils de Joseph Toye et de Jeanne Dupuy. 
Avocat, Jean-Pierre Toye est juge suppléant au tribunal civil de Marvejols en 1832 puis est nommé juge au même tribunal en juillet 1846.
Il est député de la Lozère de 1842 à 1846, siégeant dans la majorité soutenant les gouvernements.
Il meurt le 22 février 1863 à Marvejols.

## Sources
- « Jean-Pierre Toye », dans Adolphe Robert et Gaston Cougny, Dictionnaire des parlementaires français, Edgar Bourloton, 1889-1891 [détail de l’édition]
- Jean-Claude Farcy, Rosine Fry, Annuaire rétrospectif de la magistrature XIXe – XXe siècles, Centre Georges Chevrier (Université de Bourgogne/CNRS), 2010.